# Finanční služby
Finanční služby jsou ekonomické služby poskytované finančním průmyslem, který zahrnuje různé typy podniků, které spravují peníze:
- banky
- družstevní záložny
- společnosti poskytující kreditní karty
- pojišťovací instituce
- účetní firmy
- firmy nabízející spotřební úvěry, mikrofinancování
- obchodníci s cennými papíry
- investiční fondy
- finanční podniky dotované ze státního rozpočtu atd.

Společnosti poskytující finanční služby jsou ve všech ekonomicky vyspělých regionech a mají tendencí se slučovat do lokálních, národních a mezinárodních finančních center jako například Londýn, New York a Tokio.

## Historie
Termín finanční služby se v USA rozšířil částečně kvůli zákonu Gramm-Leach-Bliley Act z konce 90. let 20. století umožňujícímu sloučení různých typů firem, které v tom čase poskytovaly v USA služby v oblasti financí.
Společnosti mají obvykle 2 odlišné přístupy:
- banka jednoduše koupí pojišťovací společnost nebo investiční banku, ponechá původní značku a přidá ji ke své skupině (holdingu) na diverzifikaci zisků
- banka vytvoří svou divizi cenných papírů nebo investiční divizi a zkouší prodávat tyto produkty svým současným klientům.

## Banky

### Komerční bankovní služby
Komerční banka je nejčastější typ bank a často se nazývá jen banka. Slovo komerční slouží na odlišení od investiční banky, to je typ finanční instituce, která namísto půjčování peněz přímo firmě pomáhá získat peníze od jiných firem ve formě dluhopisů (dluhu) nebo akcií (kapitálu).
Základní činnosti bank jsou:
- úschova hotovosti v sejfech a umožnění výběru, když klient potřebuje,
- vydání šekové knížky na placení účtů a jiných plateb doručovaných poštou
- poskytování osobních půjček, komerčních půjček a hypoték (typicky půjčky na koupi domu, majetku nebo podniku),
- vydávání kreditních karet a zpracování elektronických transakcí a plateb,
- vydání debetních karet jako náhradu šeků,
- poskytování výběrů, vkladů a transakcí v bankomatech,
- poskytování peněžních převodů a elektronických transferů mezi bankami,
- zpracování objednávek a přímých debetů, aby platby za účty probíhaly automaticky,
- poskytování kontokorentních účtů na dočasné povolení debetu klienta, aby mu prošly běžné měsíčné platby,
- internetové bankovnictví,
- poskytování plateb předem použitím bankovních peněz,
- poskytování hotovostních šeků a certifikovaných šeků,
- služby notáře pro finanční a jiné dokumenty,
- příjem vkladů od zákazníka a poskytování kreditních služeb,
- prodej investičních produktů, jako podílové fondy atd.

### Investiční bankové služby
- Služby kapitálových trhů – ručení za dluh a kapitál, asistence při obchodním jednání (poradenství, ručení, fúze, akvizice a daňové poradenství) a restrukturalizace dluhu do strukturovaných finančních produktů.
- Privátní bankovnictví – privátní banky poskytují bankovní služby jen klientům s větší hotovostí (obvykle milion dolarů). Mnoho finančních firem požaduje od osoby nebo jejích příbuzných určitý majetek, aby měli na služby privátních bank nárok. Privátní banky často poskytují víc osobních služeb, jako je management majetku a daňové plánování, než obyčejné retailové banky.
- Dluhopisové služby – zprostředkování koupě a prodeje cenných papírů. V současnosti jsou tyto služby dostupné online.